# Ukrajna domborzata

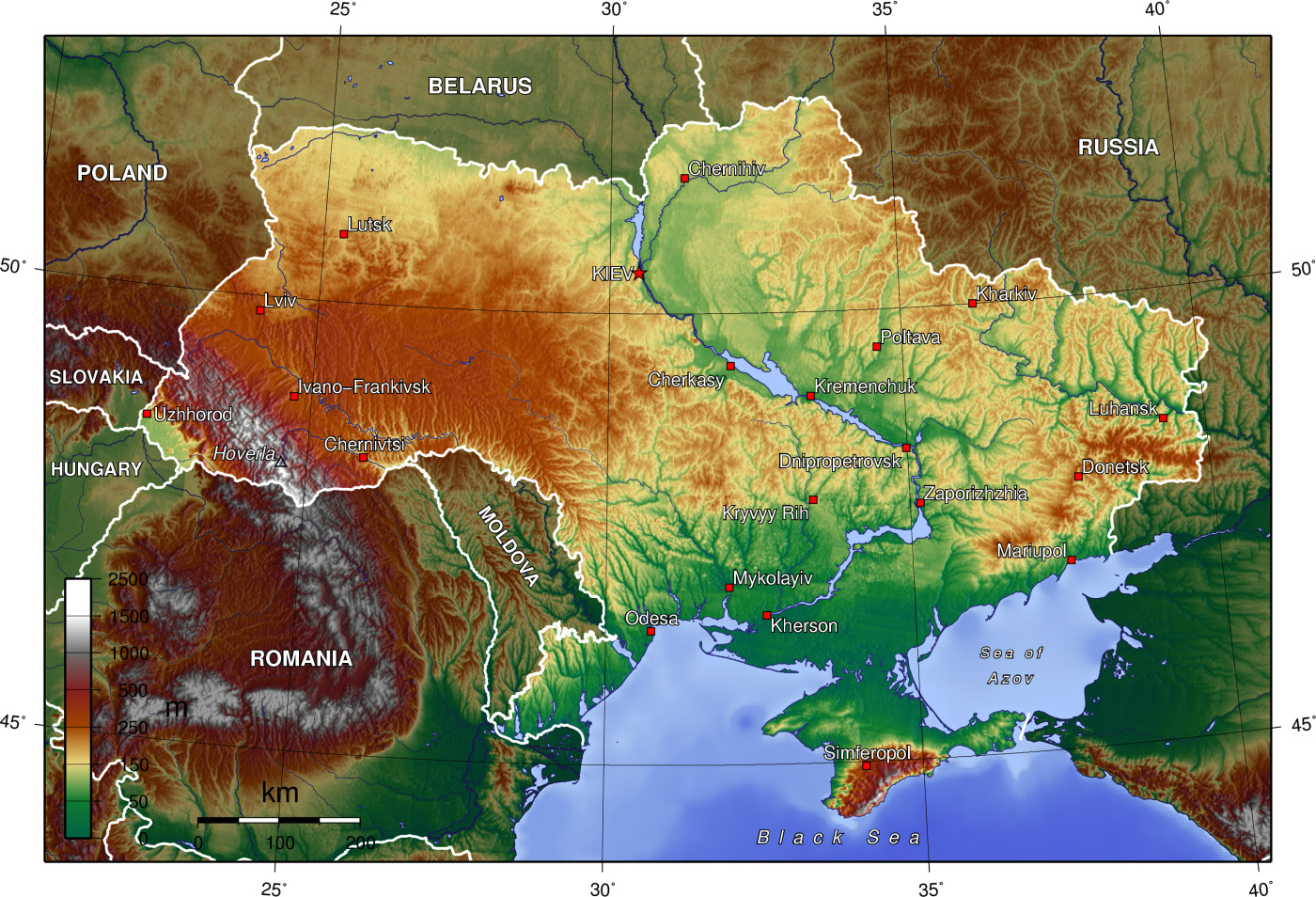
Ukrajna domborzati térképe

Ukrajna domborzatának meghatározó elemei az alföldek, melyek 70%-át teszik ki az ország területének, valamint a  hátságok, melyek 25%-át adják. A hegységek csupán a terület 5%-át foglalják el, ezek a Ukrán-Kárpátok és a Krími-hegység. A sík vidékek átlagmagassága 175 méter. Az ország legmagasabb pontja a Kárpátokban található Hoverla, 2061 méterrel. A Krími-hegység legmagasabb pontja a Roman-Kos 1545 méterrel.

## Alföldek
- Polisszjai-alföld – átlagos magassága 200 m körüli
- Dnyepermelléki-alföld – átlagos magassága északról délre haladva csökken, 170-90 m
- Poltavai-alföld – a Dnyepermelléki-alföld része
- Fekete-tengermelléki-alföld – magassága 150-200 m közötti
- Észak-krími-alföld – magassága nem haladja meg a 40 m-t
- Kárpátaljai-alföld – magassága 105-120 m, több részre oszlik: Csapi-munkácsi-síkság, Szlatinai-síkság

## Hátságok
- Volhíniai-hátság – magassága 220-250 m
- Podóliai-hátság – magassága 280-320 m közötti. Több részre oszlik: Kremeneci-hegyek, Holohori, Voronyáki, Opillja, Roztoccsa, Tovtri
- Hotini-hátság – magassága 350-400m, legmagasabb pontja a Berda-hegy (515 m)
- Szlovecsanszk-Ovrucsi-hátság – a Polisszjai-alföld területén található, legmagasabb pontja 316 m
- Dnyepermelléki-hátság – magassága 320-150 m között változik
- Donyeci-hátság – közepes magassága 175-300 m
- Azovmelléki-hátság – több úgynevezett mohila is található itt
- Közép-Orosz-hátság – nyúlványai találhatóak az ország délkeleti-keleti határai mentén.

## Hegységek
Ukrajna területének 5%-át foglalják el a hegységek. Az országban két hegységrendszer található: az Ukrán Kárpátok nyugaton és a Krími-hegység délen.
- Ukrán-Kárpátok (csak Ukrajnában használt elnevezés) – az ország legnagyobb hegysége, amely a Kárpátok-hegységrendszer részét képezi (Északkeleti-Kárpátok). Több hegyvonulatból áll: Keleti-Beszkidek, Gorgánok, Elő-Kárpátok, Pokuttya-Bukovinai-Kárpátok, Vizválasztói-Verhovinai-vonulat, Poloninai-vonulat, Csornahora (Hoverla (2061 m), Brebeneszkul (2035 m), Pip Ivan (2026 m), Pietrosz, 2022 m)), Rahói-hegyek, Vulkanikus-vonulat.Több fontos hágó is található itt: Uzsoki-hágó, Vereckei-hágó, Tatár-hágó.
- Krími-hegység – a Krím félsziget déli részén helyezkedik el, három hegyvonulatból áll: Fő-vonulat (Roman Kos, 1545 m, Aj-Petri, 1234 m), Belső-vonulat, Külső-vonulat.